# Givskud Sogn
Givskud Sogn ist eine Kirchspielsgemeinde (dän.: Sogn) im südlichen Dänemark. Bis 1970 gehörte sie zur Harde Nørvang Herred im damaligen Vejle Amt, danach zur Give Kommune im erweiterten Vejle Amt, die im Zuge der  Kommunalreform zum 1. Januar 2007 in der „neuen“  Vejle Kommune in der Region Syddanmark aufgegangen ist.
Im Kirchspiel leben 1212 Einwohner, davon 605 im Kirchdorf (Stand:1. Januar 2023). Im Kirchspiel liegt die Kirche „Givskud Kirke“.
Nachbargemeinden sind im Norden Øster Nykirke Sogn, im Osten Hvejsel Sogn, im Südosten Jelling Sogn, im Süden Gadbjerg Sogn und im Westen Give Sogn.